# 葡汁

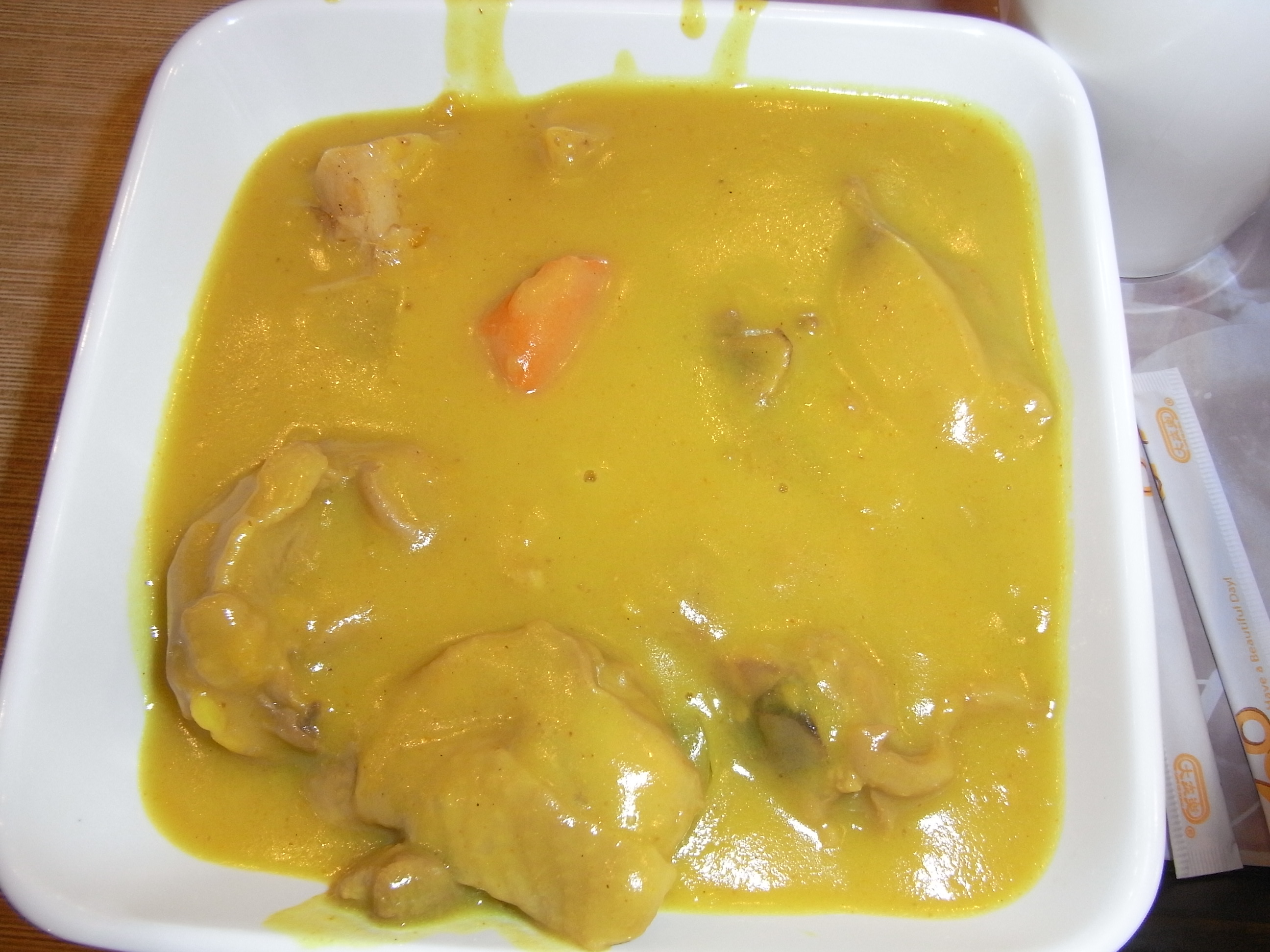
葡汁雞皇飯的葡汁。

葡汁（Portuguese sauce）是澳门的一种醬汁。

## 澳門
澳門菜餚中用到的葡汁，是一種在咖喱裏加入大量椰汁的汁料，是澳葡菜葡國雞的其中一種材料。
雖然葡汁裡「葡」一字代表葡萄牙，但澳門葡汁卻是當地獨有的食材，並非來自葡國。
澳門葡汁被形容為融合了葡萄牙，印度和東南亞菜用料的特色。有傳葡汁是某澳督吃了過辣的咖哩後，以奶和緩辣度後得出來的醬料。

### 香港
由於香港鄰近澳門，用上澳門葡汁的菜色常會在當地的菜餚中出現。香港著名老牌餐廳太平館已售賣葡國雞一道菜色多年，而當地亦有「葡汁焗四蔬」這一道菜色，並成為了新派粵菜。
香港亦有醬料公司把葡汁出產來發售。

## 阿根廷
阿根廷飲食文化中也有葡汁（西班牙文: Salsa Portuguesa），但與澳門葡汁完全不同。阿根廷葡汁是一種含有蕃茄、菜椒、洋蔥、芝士和其他香菜的汁。
雖然世上有兩種葡汁，但由於阿根廷葡汁在中文地區裡並不常見，所以中文「葡汁」一名通常是用來形容來自澳門的葡汁。